# Walter Hume Long
Walter Hume Long, 1. vikomt Long (Walter Hume Long, 1st Viscount Long of Wraxall) (13. července 1854, Bath, Anglie – 26. září 1924 West Ashton, Anglie) byl britský státník. Patřil k bohaté rodině velkostatkářů ve Walesu, v politice inklinoval ke konzervativcům, respektive unionistům, koncem 19. století se dostal k nižším funkcím ve vládě, později byl ministrem pro Irsko. V koaličním kabinetu za první světové války byl ministrem kolonií, později ministrem námořnictva. V roce 1921 s titulem vikomta povolán do Sněmovny lordů.
Pocházel z velkostatkářské rodiny z Walesu, jeho otcem byl konzervativní politik Richard Penruddocke Long (1825–1875). Walterův mladší bratr Richard (1856–1938) sloužil v armádě, později byl dlouholetým členem Dolní sněmovny a nakonec byl s titulem barona Gisborougha povolán do Sněmovny lordů. Jako dědic prastrýce admirála Thomase Chalonera užíval již od roku 1888 příjmení Chaloner.

## Politická kariéra
Studoval v Oxfordu, po otcově smrti v roce 1875 převzal správu rodových statků. Člen Dolní sněmovny 1880–1892 a 1893–1921. Patřil ke konzervativcům, respektive unionistům a poslancem byl bezmála čtyřicet let, postupně zastupoval sedm volebních obvodů. Krátce byl mimo sněmovnu jen v roce 1892, kdy konzervativci prohráli volby, ale již v následujícím roce se do parlamentu dostal v doplňovacích volbách za obvod Liverpool West Derby. Ve funkci parlamentního tajemníka úřadu pro místní samosprávu (1886–1892) byl jedním ze strůjců zákona o místní samosprávě z roku 1888. Jako prezident výboru Tajné rady pro rybolov a zemědělství (1895–1900) proslul především zamezení šíření vztekliny. Od roku 1895 byl též členem Tajné rady a v letech 1900–1905 byl členem Salisburyho kabinetu jako prezident úřadu pro místní samosprávu.
V roce 1905 byl jmenován státním sekretářem pro Irsko, zároveň se stal členem irské Tajné rady. Na Irsko měl vazby díky své matce a manželce a do jeho jmenování byly vkládány značné naděje v kontrastu s jeho nepopulárním předchůdcem G. Wyndhamem. Krátce nato však padla konzervativní vláda a Long byl pak dlouhodobě v opozici. Irské otázce se však nadále věnoval, ve volbách r. 1905 byl navíc zvolen poslancem za Dublin a v letech 1906–1910 byl předsedou strany irských unionistů. R. 1911 byl kandidátem na předsednictví Konzervativní strany, nezískal však podporu širší stranické základny. Znovu prezident úřadu pro místní samosprávu 1915–1916, státní sekretář kolonií 1916–1919, první lord admirality 1919–1922. V roce 1921 povýšen na vikomta a uveden do Horní sněmovny. Byl též členem Královské společnosti a získal čestný doktorát v Birminghamu, dále byl smírčím soudcem a zástupcem místodržitele v Somersetu a Wiltshire.

## Rodina
Jeho manželkou byla Dorothy Boyle (1858–1938), dcera 9. hraběte z Corku a Orrery, jednoho z nejbohatších vlastníků půdy v Irsku. Syn Walter Long (1879–1917) padl jako brigádní generál za první světové války a dědicem titulu byl vnuk Walter Long, 2. vikomt Long (1911–1944), který padl za druhé světové války. Dcera Victoria Long (1880–1920) se provdala za George Gibbse (1873–1931), který byl konzervativním politikem, zastával funkce u dvora a v roce 1928 získal titul barona z Wraxallu.
Rodovým sídlem byl zámek Owles Hall v hrabství Hertfordshire. Majetkem Waltera Longa byl také zámek Rood Ashton House v hrabství Wiltshire, který navštívil král Eduard VII. Toto sídlo spolu s dalším zámkem Culworth House (Northamptonshire) bylo uvolněno jako lazaret pro vojáky zraněné v první světové válce.